# Verdura

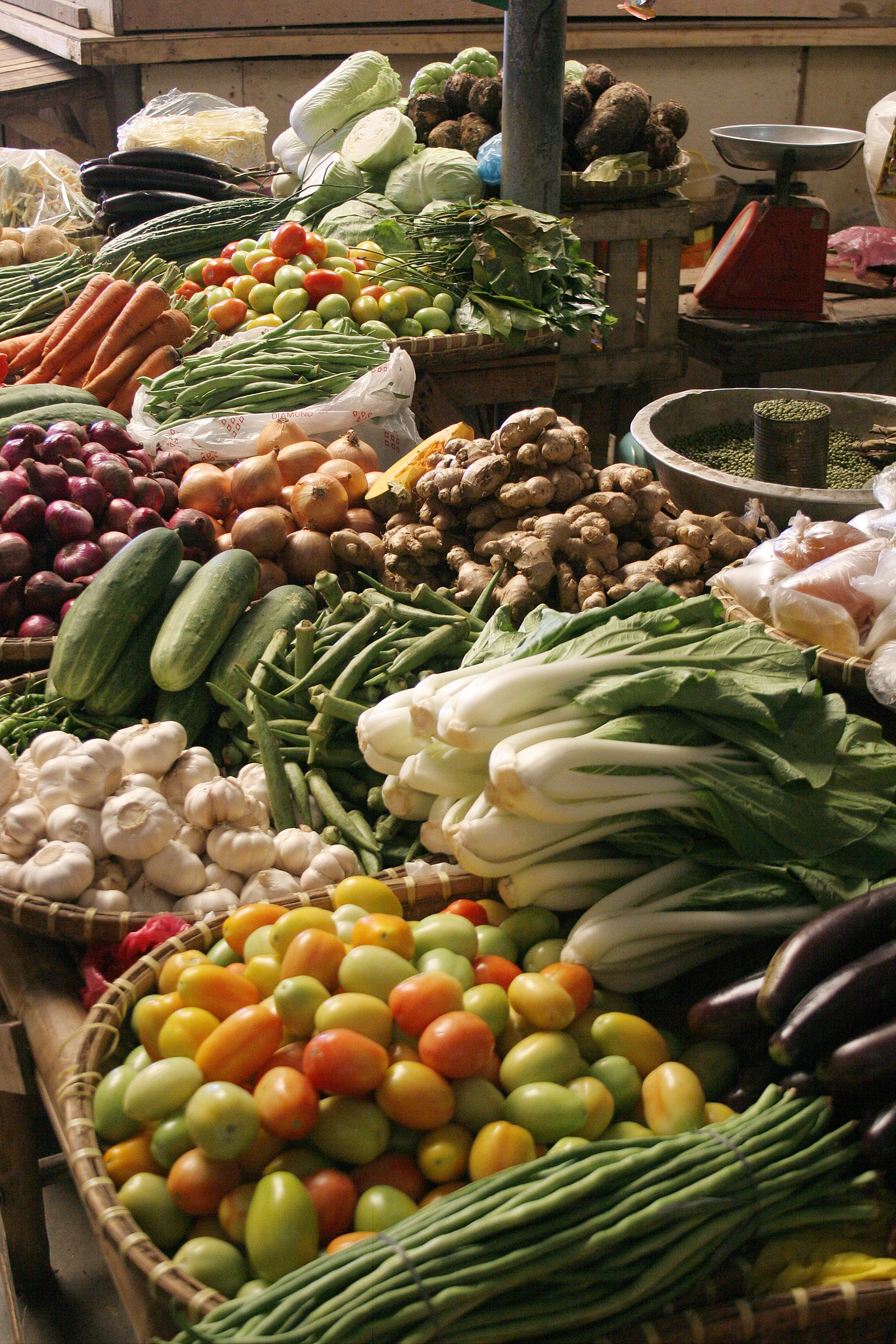
Verdures i hortalisses en un mercat de les Filipines.

Les verdures són aquelles hortalisses de fulles, tiges tendres i inflorescències. El mot verdura varia de significat segons una cultura o altra, car és un terme més 'popular' que 'científic'. Per exemple, hi ha persones que consideren els bolets verdures, mentre que d'altres consideren que s'ha de classificar en una categoria de menjar separat. Les algues comestibles, on el consum es concentra principalment a l'Extrem Orient, són també considerades verdures. Algunes de les verdures més comunes són l'enciam, els espinacs, les bledes, la col o els espàrrecs.
En el llenguatge de la cuina "verdura" s'oposa a "fruit", però en certs casos el mateix producte pot ser cuinat o consumit sigui en forma de verdura o sigui en forma de fruit (per exemple el tomàquet en amanida o a la planxa). També es contraposa la verdura a la planta que es fa servir com a condiment, ja que l'ús a la cuina és diferent.
Són un element indispensable de la dieta mediterrània.
Una categoria discutible són les flors mengívoles, integrades en la gastronomia però no considerades (amb alguna excepció) ni verdures ni hortalisses.

## Significat del terme
El terme verdura figura en el Llibre del Coch.
En sentit estricte només serien verdures les hortalisses verdes, especialment les que es consumeixen cuites (espinacs, bledes, cols…). Una definició més àmplia inclouria les plantes silvestres comestibles, tan si es mengen crues com si reben algun procés de cocció (xicoia silvestre, cards, ortigues…). El concepte es pot ampliar més si s'accepten els bolets (naturals o conreats) i les algues (de creixement natural o cultivades artificialment). La màxima representació del terme faria equivalent l'expressió “verdures” al grup de tots els queviures d'origen vegetal, incloent-hi algunes fruites.

## Classificació

### Segons la seva part comestible
- Bulbs: alls, ceba, escalunya, fonoll, calçot
- Brots: soia, alfals[10]
- Fruit: albergínia, carbassó, carbassa, cogombre, pebrot, tomàquet, ocra[11]
- Fulla: bleda, api, borratja, card, qualsevol varietat de col, escarola, canonge, ruibarbre, espinac, enciam, créixens, etc.
- Inflorescència: carxofa, bròquil, coliflor
- Arrel: nap, rave, pastanaga o carlota, remolatxa, xirivia, iuca, salsifí, gingebre
- Llavors: pèsol, fava, mongeta, llentia, cigró, soia, etc.
- Tavella: tirabec, mongeta tendra o bajoques, etc.
- Tija: porro, espàrrec, etc.
- Tubercle: patata[12] (patates), moniato (batates), nyam.

- En el cas dels bolets es mengen els carpòfors o cossos fructífers i en les algues la totalitat del vegetal.

### Segons el contingut en hidrats de carboni
Segons el contingut en hidrats de carboni existeixen tres grups d'hortalisses:
- Grup A. Contingut molt baix (vora el 5%): espinacs, albergínia, col, enciam, pebrot, tomàquet i carbassó.
- Grup B. Vora el 10% d'hidrats de carboni: carxofes, cebes, naps, porros, carabasses, pastanagues i remolatxa.
- Grup C. Vora el 20% d'hidrats de carboni: moniato, patates i blat de moro tendre.

## Algunes verdures freqüents
| Alguns vegetals comuns | Alguns vegetals comuns                                            | Alguns vegetals comuns                                    | Alguns vegetals comuns                 | Alguns vegetals comuns | Alguns vegetals comuns               |
| Imatge                 | Descripció                                                        | Parts usades                                              | Origen                                 | Conreus (varietats) | Producció mundial (×10⁶ tones, 2012) |
| ---------------------- | ----------------------------------------------------------------- | --------------------------------------------------------- | -------------------------------------- | --- | ------------------------------------ |
|                        | Col Brassica oleracea                                             | fulles, botons axil·lars, tiges, pseudants                | Europa                                 | col, bròquil, bròquil xinès, col de Brussel·les, coliflor, col arrissada, col farratgera, col de grans penques, col llombarda, col arrissada, col medul·losa, col palmifolia, col de cabdell, colrave, col vivaç, col verda, grup "Acèfala" sense cabdell. | 70.1                                 |
|                        | Nap Brassica rapa                                                 | arrel, fulles                                             | Europa                                 | Brassica rapa L. subsp. rapa, nap, nap de bou o napicol, Brassica rapa L. subsp. oleifera, nabina o mostassa de Menorca, Brassica rapa L. subsp. campestris, nap-i-col; Brassica rapa L. subsp. chinensis, bleda xinesa o bok choy; Brassica rapa L. subsp. nipposinica, mizuna; Brassica rapa L. subsp. pekinensis, col xinesa o pe-tsaï ; Brassica rapa L. grup Ruvo, grelos (o en italià rapini o friarielli) |                                      |
|                        | Rave Raphanus sativus; Raphanus sativus var. longipinnatus        | arrels, fulles, beines amb llavors, oli de llavors, brots | Sud-est d'Àsia                         | rave; rave blanc o daikon; varietats de llavors |                                      |
|                        | Pastanaga Daucus carota                                           | arrel, fulles, tiges                                      | Pèrsia                                 | pastanaga | 36.9                                 |
|                        | Xirivia Pastinaca sativa                                          | arrel                                                     | Euràsia                                | xirivia |                                      |
|                        | Remolatxa d'hort Beta vulgaris                                    | arrel, fulles                                             | Europa, Pròxim Orient i l'Índia        | remolatxa, remolatxa marinera, bledera, remolatxa sucrera |                                      |
|                        | Enciam Lactuca sativa                                             | fulles, tiges, oli de llavors                             | Egipte                                 | enciam, enciam espàrrec | 24.9                                 |
|                        | Fesols Phaseolus vulgaris; Phaseolus coccineus; Phaseolus lunatus | beines, llavors                                           | Centre i sud d'Amèrica                 | mongetes o fesols o seques, bajoca o mongeta tendra; mongeta vermella; garrofó | 44.6                                 |
|                        | Fava Vicia faba                                                   | beines, llavors                                           | Nord d'Àfrica, i sud i sud-oest d'Àsia | fava |                                      |
|                        | Pèsol Pisum sativum                                               | beines, llavors, brots                                    | Mediterràni i Orient Mitjà             | pèsol, tirabec | 28.9                                 |
|                        | Patatera Solanum tuberosum                                        | tubercles                                                 | Sud-amèrica                            | patata | 365.4                                |
|                        | Albergínia Solanum melongena                                      | fruits                                                    | Sud i est d'Àsia                       | albergínia | 48.4                                 |
|                        | Tomàquet Solanum lycopersicum                                     | fruits                                                    | Sud-amèrica                            | tomàquet | 161.8                                |
|                        | Cogombre Cucumis sativus                                          | fruits                                                    | Sud d'Àsia                             | cogombre | 65.1                                 |
|                        | Carabassa Cucurbita spp.                                          | fruits, flors                                             | Amèrica central                        | carabassa, carabasseta, carabassa, cogombre, carbassó | 24.6                                 |
|                        | Ceba Allium cepa                                                  | bulbs, fulles                                             | Àsia                                   | ceba, ceba tendra, escalunya | 87.2                                 |
|                        | All Allium sativum                                                | bulbs                                                     | Àsia                                   | all | 24.8                                 |
|                        | Porro Allium ampeloprasum                                         | vaines de fulles                                          | Europa i Orient Mitjà                  | porro, all elefant | 21.7                                 |
|                        | Pebrotera Capsicum annuum                                         | fruits                                                    | Nord i sud d'Amèrica                   | pebrot, pebrot morro de bou, pebre vermell | 34.5                                 |
|                        | Espinac Spinacia oleracea                                         | fulles                                                    | Centre i sud d'Àsia                    | espinac | 21.7                                 |
|                        | Nyam Dioscorea spp.                                               | tubercles                                                 | Àfrica tropical                        | nyam | 59.5                                 |
|                        | Moniato Ipomoea batatas                                           | tubercles, fulles, brots                                  | Centre i sud d'Amèrcia                 | moniato | 108.0                                |
|                        | Mandioca o cassava Manihot esculenta                              | tubercles                                                 | Sud-amèrica                            | mandioca | 269.1                                |

## Verdures silvestres
Hi ha diverses plantes de consum habitual que creixen de manera natural i es recullen en la seva versió silvestre. Algunes poden conrear-se de forma artesanal o industrial. Algunes de les plantes silvestres comestibles més conegudes són les següents:
- Agrella[14]
- Borratja[15]
- Escurçonera de nap
- Creixen[16][17]
- Herba dels canonges[18]
- Ortiga[19]
- Xicoia[20]

### Perills
La ingesta de plantes silvestres collides per persones poc preparades pot ser molt perillosa. Igual que en el cas dels bolets, hi ha plantes tòxiques que s'assemblen molt a altres plantes comestibles.

## Aspectes dietètics
Les verdures representen una part important de l'alimentació humana. Pel que fa a la dieta i la salut cal considerar els aspectes positius i alguns aspectes negatius atribuïbles al seu consum regular.

### Aspectes positius
Les verdures, en general, tenen un baix contingut en greixos i aporten una gran quantitat de fibra. La seva ingesta té un efecte sadollant pel fet del seu volum relatiu important comparat amb altres aliments.
Entre els compostos beneficiosos de les verdures hi ha els següents:
- Vitamines
  - Vitamina A
  - Vitamina C
  - Vitamina E
  - Vitamina K
- Provitamines
- Oligoelements
- Hidrats de carboni

### Aspectes negatius
Algunes verdures poden contenir toxines i antinutrients. Entre altres, els productes següents:
- Solanina[24]
- Xaconina[25]
- Colinesterasa[26]
- Peptidasa[27]
- Amilasa[28]
- Cianur
- Àcid oxàlic[29]

### Higiene
Norovirus

## Producció tradicional
La producció de verdures i hortalisses es basa en imitar i millorar les condicions naturals de creixement de les plantes. Un vegetal necessita disposar d'un substrat adequat (generalment terra), amb nutrients i minerals suficients, aigua per a les arrels i unes certes condicions climàtiques (temperatura, hores d'insolació, vents moderats, ...etc.).

### Horts tradicionals de producció casolana
Els horts tradicionals de tipus familiar permetien complementar l'alimentació d'una família o un grup reduït de persones. Idealment estaven destinats a produir totes les hortalisses i fruites necèssaries en la dieta habitual del nucli familiar. La superfície d'un hort familar era relativament petita i el nombre d'espècies conreades molt gran i varietat, sempre que era possible. Tots els treballs es feien amb eines manuals senzilles: aixada, pala, i altres.
Els fems dels animals de la mateixa granja, masia o similar, servien per a adobar l'hort. Generalment, un hort es podia regar. Directament a partir d'una séquia, d'un pou o amb una sínia moguda per una mula o un ruc.
Els eventuals excedents es podien comercialitzar o bescanviar. Sense oblidar la pràctica habitual de conservar una part de la producció.

#### Casos especials
- En absència d'aigua de reg sempre han existit els horts de secà. Amb un règim de pluges adequat, en els horts de secà és possible conrear algunes espècies d'hortalissa molt aptes per al consum.[31][32]
- En les illes del Pacífic i les costes d'Àsia el conreu del taro es fa en horts familiars com a varietat pràcticament única.[33]

### Horts de producció mitjana i de grans propietats rurals
Algunes propietats rurals de gran extensió (propietat de nobles o de monestirs) disposaven d'horts prou grans, amb moltes varietats d'hortalisses produïdes i amb un nivell de producció relativament gran. En aquests horts, a més de verdures, s'acostumaven a conrear tota mena de fruiters i de plantes aromàtiques (per motius gastronòmics i medicinals). També eren freqüents els jardins amb funcions decoratives i d'esplai.

### Horts de producció industrial
En terres fèrtils de regadiu properes a ciutats importants han existit, des de temps molt antics, els horts destinats a produir verdures en quantitats industrials, amb l'objectiu de comercialitzar tota la producció.
Aquesta mena d'horts acostumen a tenir una superfície relativament gran i estan especialitzats en una espècie única (o dues o tres espècies per temporada).
En època actual, la facilitat del transport permet el subministrament de verdures fresques d'arreu del món, a totes les ciutats importants del planeta.

#### Exemples
- Roma clàssica.[34]
- Delta del Llobregat.[35]

## Producció moderna
En la producció moderna de verdures i hortalisses predomina la forma industrial: terrenys grans, treballs amb màquines, adobs químics, plaguicides químics, ús de llavors especialitzades (sovint millorades genèticament) i distribució en territoris extensos (sovint arreu del món). L'objectiu principal és la producció de vegetals consumibles en grans quantitats i a preus de producció tan baixos com sigui possible.
En casos necessaris l'ús d'hivernacles i sistemes de protecció de les plantes és molt freqüent. Hi ha sistemes especialitzats prou diferents dels tradicionals. Els conreus hidropònics, per exemple.
- D'altra banda, els horts tradicionals, els horts urbans, els horts ecològics, els horts sostenibles, les verdures de proximitat (i altres sistemes de producció orientats a una obtenció de verdures de qualitat i amb pocs efectes secundaris negatius), cada vegada són més importants.

Cada verdura presenta operacions característiques que poden ser diferents en cada cas. Sembla clar que no és el mateix sembrar carxofes, que cols o melons. Malgrat això, hi ha una sèrie d'operacions que poden generalitzar-se ni que sigui de forma simplificada. Aquestes operacions o fases de treball s'exposen en els apartats següents.

### Característiques del sol
Una bona producció, des dels punts de vista quantitatius i qualitatius, implica un sol adequat. Tan des del punt de vista físic com des de la composició química. Incloent nutrients i oligoelements.
- Un exemple de la importància dels components químics és la producció de cebes. Les cebes dolces exigeixen terrenys pobres en sofre o sense sofre.[36][37][38]

### Preparació del terreny
Totes les operacions físiques de preparació d'un terreny abans de sembrar-lo es fan amb maquinària motoritzada. Aquestes operacions són les típiques tradicionals: anivellament, aplanament, llaurada,...etc.

### Sembra
La sembra pot ser directa (dipositant les llavors a la profunditat escaient) o indirecta (replantant plançons prèviament sembrats en un  viver).

### Treballs en fase de creixement
Des de la fase inicial de creixement i mentre s'assoleix el grau de maduresa necessària hi ha diversos treballs possibles o aconsellables. Aquests consisteixen, entre d'altres, en protegir les plantes tendres (de temperatures extremes, insectes, fongs, predació per animals,...etc.) i (eventualment) procedir a operacions d'esclariment o esporgada de les plantes viables.
En la majoria de casos caldrà regar el camp sempre que sigui necessari. Moltes hortes industrials disposen de sistemes automàtics (o controlats per ordinador) de reg amb estalvi d'aigua.

### Collita
Cada espècie de verdura exigeix un sistema de collita específic. En molts casos la collita es pot fer amb màquines especialitzades.

### Transport a magatzem
Segons dades documentades, les pèrdues de plantes des de la collita al "primer" magatzem varien entre el 15 i el 50 percent. Cada cas presenta les seves particularitats. Les verdures es poden fer malbé per traumatismes mecànics (cops, amuntegament), per estar exposades a temperatures extremes o per collir-se amb un grau excessiu d'humitat (o contingut físic d'aigua líquida; de la rosada, per exemple).

### Conservació
Les verdures fresques es conserven millor a temperatures moderadament baixes i una humitat relativa adequada. Hi ha tècniques d'emmagatzemar les hortalisses en atmosferes artificials sense oxigen.

### Preparació i embalatge
Una de les fases gairebé imprescindible és el rentat amb aigua potable.
Moltes de les verdures produïdes pels grans productors es comercialitzen en envasos individuals o de poques unitats.

### Transport final i distribució
Hi ha cadenes de distribució que reparteixen tota mena de verdures des dels magatzems d'elaboració a la xarxa de mercats de gairebé tot el món.

### Reciclatge
- Els productes que es fan malbé es procuren reciclar.
- Els productes que els supermercats no han pogut vendre abans de la data de caducitat poden anar als anomenats bancs d'aliments o, si això no és possible, procurar el seu reciclatge segos una planificació prèvia.

## Tradicions i rituals
- Calçotades
- Lotòfags[42]
- Maror (judaisme)[43]
- Nadal.
  - El card comestible o penca (Cynara cardunculus), és un menjar típic de Navarra,[44] la Rioja i Aragó. És costum també menjar-lo per Nadal amb una salsa d'ametlles.[45]
- Quaresma
  - Els espinacs eren típics d'aquest temps de dejuni i abstinència.
    - Espinacs fregits
    - Panadons d'espinacs[46]
- Tardor.
  - Menjar moniatos i castanyes és típic de la tardor. Especialment en la festa de Tots Sants.[47]
- Xatonades
- Xucrut. En l'antiga Roma la col fermentada era coneguda i apreciada. L'emperador Tiberi viatjava sempre amb una bóta de xucrut a la seva disposició.[48][49]